# Agnetina duplistyla
Agnetina duplistyla är en bäcksländeart som först beskrevs av Wu, C.F. 1962.  Agnetina duplistyla ingår i släktet Agnetina och familjen jättebäcksländor. Inga underarter finns listade i Catalogue of Life.